# ثوروس الثاني أمير أرمينيا الصغرى
طوروس الثاني (توفي سنة 1169) كان الحاكم السادس لمملكة أرمينيا الصغرى في الفترة بين 1144 و 1169.

## سيرته
وقع تحت الأسر هو و والده سنة 1137 على يد الإمبراطور البيزنطي يوحنا الثاني كومنينوس لكنه نجح في الهروب سنة 1143 ليلتف حوله اليونانيين و يحقق انتصارات عديدة على البيزنطيين و يمد سيطرته، ساعده عدم هجوم السلاجقة عليه في توطيد سلطته.
في الوقت الذي كان فيه المُسلمون يعملون جاهدين على استرجاع المناطق التي آلت إلى الإمبراطوريَّة البيزنطيَّة من بقيَّة كونتيَّة الرُّها، كان الأمير الأرمني طوروس الثاني يقود ثورةً أرمنيَّةً على ما تبقَّى من النُفُوذ البيزنطي في قيليقية. والمعروف أنَّ طوروس هذا كان أسيرًا لدى الروم في القُسطنطينيَّة، ثُمَّ هرب من سجنه في سنة 538هـ المُوافقة لِسنة 1143م، ولجأ إلى ابن خاله جوسلين الثاني قُمَّص الرُّها، وجمع حوله عددًا من الأرمن نظَّم منهم جيشًا مُؤلَّفًا من عشرة آلاف مُقاتل، واستطاع أنَّ يسترد قلعة «واهكة» معقل أُسرته في جبال طوروس، وأوقع بِالروم الساكنين في تلك البلاد مذبحة كبيرة. وماإن علم الإمبراطور عمانوئيل بِفرار طوروس وعودته إلى قيليقية، وما فعلهُ بِأهلها الأروام، وبِازدياد نُفُوذه حتَّى نهض لِلثأر منه وإعادة هيبة الإمبراطوريَّة، فأرسل جيشًا بِقيادة ابن عمِّه أندرونيقوس مُؤلَّفًا من اثني عشر ألف مُقاتل لِتأديب طوروس الثاني واسترداد ما استولى عليه، إلَّا أنَّهُ فشل في تحقيق أي نصر، وتعرَّض لِهزيمةٍ قاسيةٍ على يد القُوَّات الأرمنيَّة، فانسحب بِفُلُول جيشه إلى أنطاكية. والواضح أنَّ عمانوئيل عجز عن إخضاع الأرمن الذين أحكموا سيطرتهم على مُدن قيليقية مثل سيس وعين زربة وأضنة وطرسوس، لكنَّ الإمبراطوريَّة البيزنطيَّة لم يكن بإمكانها أن تتنازل بِسُهُولةٍ عن قيليقية لِيستقلَّ بها الأرمن نظرًا لِأهميَّتها العسكريَّة والسياسيَّة، فالمنطقة تتحكَّم في المعابر من وإلى الشَّام، كما تُعدُّ خط الدفاع الأوَّل عن الإمبراطوريَّة من ناحية الجنوب الشرقي، فإن تداعى النُفُوذ البيزنطي في هذه الناحية كانت تلك من أعظم المصائب، لِذلك راح عمانوئيل يبحث عمَّن يقوم مقامه في إخضاع طوروس الثاني، فلم يجد سوى السُلطان السُلجُوقي مسعود الذي كان مُتلهِّفًا لِلتدخُّل في قيليقية. وسبب هذا أنَّ الأمير الأرمني كان قد اجتاح قبادوقية في سنة 548هـ المُوافقة لِسنة 1153م مُتشجعًا بِالنصر الذي أحرزه على البيزنطيين ومُستغلًّا صغر سن الأمير الدانشمندي «ذو القرنين»، فهاجم ملطية وعاد محمَّلًا بالغنائم والأسرى. فرأى الإمبراطور البيزنطي في ذلك فُرصةً لِيضرب القوى المُختلفة في آسيا الصُغرى بِالتحالف مع إحداها أو ضمِّها إلى جانبه، لِيضرب بها القوى الأُخرى -التي تكون سياستها مُعادية لِلسياسة الروميَّة- ممَّا يُضعفها ويدعم في الوقت نفسه نُفُوذ الإمبراطوريَّة.
أرسل الإمبراطور البيزنطي إلى السُلطان مسعود يعرض عليه الأموال والهدايا ويُشجِّعه على مُهاجمة طوروس. ولمَّا كان مسعود مُهيَّأ لِلانتقام من الأمير الأرمني لِما فعله بِالمُسلمين، فقد حشد قُوَّاته وتقدَّم بها إلى قيليقية مُعتمدًا على الدعم البيزنطي وعلى سُمعة السلاجقة التي كانت تُلقي الرُعب في قُلُوب الأرمن. ومن المُتفق عليه بين المُؤرخين -الذين عاصروا تلك الفترة كميخائيل السُرياني وجرجير الأرمني- أنَّ السلاجقة والأرمن لم يشتبكوا في أي معركة، وإنَّما أرسل السُلطان السُلجُوقي مُفاوضين إلى طوروس أخبره أنَّهُ لاينوي تخريب الديار الأرمنيَّة، وإنَّما هو يُطالب بِإعادة الأراضي الروميَّة إلى الإمبراطور البيزنطي، وأن يدخل الأمير الأرمني في تبعيَّة السلاجقة. وافق طوروس على الخُضُوع لِسيادة السُلطان، لكنَّهُ رفض إعادة الأراضي التي استولى عليها مُؤخرًا إلى الإمبراطوريَّة البيزنطيَّة، ولمَّا كان مسعود حريصًا على إخضاع الأرمن لِسُلطته، فقد وافق على هذه الشُرُوط دون أي اشتباك. أمام هذا الواقع اضطرَّ الإمبراطور البيزنطي إلى الاستعانة بِالصليبيين في أنطاكية وأميرهم أرناط لِإخضاع الأرمن. وافق أرناط بدايةً ثُمَّ لم يلبث أن بدَّل سياسته بِسبب خِلافٍ ماليٍّ مع الإمبراطور، فانقلب عليه وصالح طوروس، الذي استأنف حملاته ضدَّ ما تبقَّى في أيدي البيزنطيين من حُصُونٍ في قيليقية. لم ييأس عمانوئيل بعد فشل جُهُوده في إخضاع طوروس الثاني، ودخل في مُفاوضاتٍ جديدةٍ مع مسعود في سنة 549هـ المُوافقة لِسنة 1154م، وأغراه بِالمال لِمُحاربة الأمير الأرمني، فوافق مسعود على رغبة الإمبراطور، وجمع جيشًا كبيرًا زحف فيه على قيليقية وأخذ السُكَّان على حين غرَّة، لكنَّهُ فشل في فتح أي مدينة، ثُمَّ تعرَّض لِهزيمةٍ قاسيةٍ على يد طوروس رافقها انتشارُ الوباء بين الجُند المُسلمين، فاضطرَّ أن يقفل ويعود إلى قونية حيثُ تُوفي بعد أشهُرٍ قليلة.